# اورسدیگ
اورسدیگ (به هلندی: Eversdijk) یک منطقهٔ مسکونی در هلند است که در Kapelle واقع شده‌است.